# Záboř (Jívka)

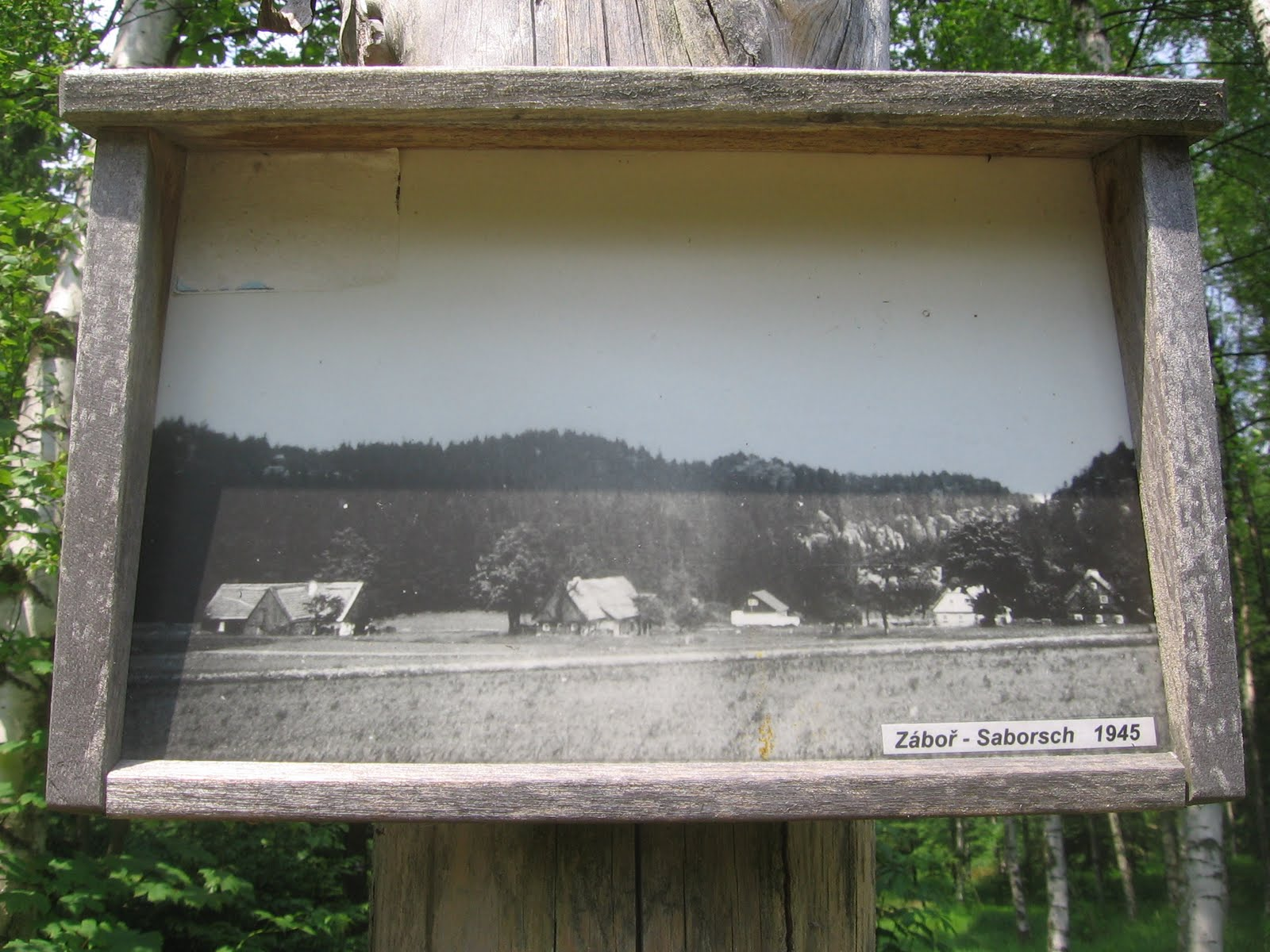
Foto von Saborsch (1945), am Wegweiser der Wanderwege

Záboř (deutsch Saborsch, zumeist Johnsdorfer Saborsch) ist eine Wüstung in Tschechien. Sie liegt viereinhalb Kilometer westlich von Teplice nad Metují auf der Gemarkung von Janovice im Okres Trutnov. 

## Geographie
Záboř befand sich in 665 m n.m. auf der Hochebene am südwestlichen Fuße der Adersbach-Wekelsdorfer Felsenplatte im Quellgebiet des Baches Anenský potok, der nach Nordosten durch die Schlucht Anenské údolí (Annengrund) zum Skalní potok fließt. Nördlich erheben sich der Nad Srázem (Schindelgrube, 738 m n.m.) und die Rokliny (681 m n.m.), im Nordosten der Skalní ostrov (720 m n.m.), östlich der Trojmezí (Dreigrenzer, 739 m n.m.), die Kraví hora (Kuhberg, 730 m n.m.) und die Supí skály (Geiershut, 771 m n.m.) sowie südöstlich der Čáp (Storchberg, 786 m n.m.).
Nachbarorte waren Havraní Město und Dolní Adršpach im Norden, Bučnice und Střemenské Podhradí im Nordosten, Kamenec, Dolní Teplice und Zátiší im Osten, Záboř und Skály im Südosten, Studnice und  Horní Vernéřovice im Süden, Nové Domy und Nové Dvorky im Südwesten, Janovice im Westen sowie Hodkovice und die Wüstung Kalousy im Nordwesten.

## Geschichte
Záboř ist einer der ältesten Siedlungsplätze am Westrand der Adersbach-Weckelsdorfer Felsenplatte; es wird angenommen, dass die Meierhöfe Kalthaus, Waldhof und Kalbenhof bereits vor der Besiedlung des damals noch versumpften Erlitztales entstanden sind. Zum Ende des 18. Jahrhunderts ließ die Herrschaft Ober Wekelsdorf den Waldhof parzellieren und auf seinem Grund ein kleines Dorf anlegen. 
Im Jahre 1836 bestand das im Königgrätzer Kreis gelegene Dörfchen Zaboř aus fünf Häusern, in denen überwiegend deutschsprachige Personen lebten. Die von Wiesen umgebene Ansiedlung war nach Johnsdorf inskribiert und nach  Böhmisch Ober Wernersdorf eingeschult. In den Felsen bei Zaboř wurden Mühlsteinbrüche betrieben. Bis zur Mitte des 19. Jahrhunderts blieb Záboř dem Stiftungsgut Ober Wekelsdorf untertänig.
Nach der Aufhebung der Patrimonialherrschaften bildete Saborsch / Zaboří ab 1849 einen Ortsteil der Gemeinde Johnsdorf im Gerichtsbezirk Politz. 1868 wurde das Dorf dem Bezirk Braunau zugeordnet. 1894 wurde Saborsch Teil des neu gebildeten Gerichtsbezirkes Wekelsdorf. Von 1939 bis 1945 gehörte das Dorf zum deutschen Landkreis Braunau. Nach dem Zweiten Weltkrieg kam Záboř zur Tschechoslowakei zurück und die deutschen Bewohner wurden vertrieben. Im Jahre 1947 hatte das Dorf fünf Einwohner; bewohnt waren nur noch zwei Häuser. Zwischen 1952 und 1960 sank die Einwohnerzahl von Záboř auf drei, bewohnt war nur noch ein Anwesen. Im Zuge der Gemeindegebietsreform von 1960 wurde Záboř nach der Aufhebung des Okres Broumov dem Okres Trutnov zugeordnet. Im gleichen Jahre wurde das Dorf gänzlich aufgegeben. Seit 1980 gehört die Wüstung zur Gemeinde Jívka. 
Das offiziell als Saborsch bezeichnete Dorf wurde zur Unterscheidung vom nur 600 m entfernten Bischofsteiner Zaborsch zumeist Johnsdorfer Saborsch, früher auch Adersbacher Zaborz, genannt.
Die Wüstung ist mit einem lichten Laubwäldchen bestanden. Erhalten sind eine hölzerne Hütte, Hausruinen und ein Brunnen. Von Záboř führen zwei markierte Wanderwege zur Wekelsdorfer Wolfsschlucht (Vlčí rokle) bzw. in den Annengrund (Anenské údolí) und zur Felsenburg Stegreif (hrad Střmen); die außerhalb des Naturschutzgebietes gelegene Wüstung wird von Wanderern in die Felsenstadt gern als Parkplatz genutzt.